# Alheira

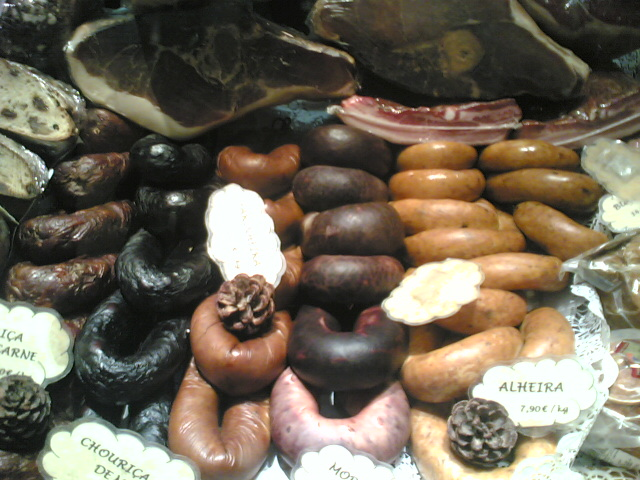
Tipi differenti di alheira (parte destra)

La alheira (pronunciato agliáira) è un insaccato tipico della gastronomia portoghese, i cui ingredienti principali possono essere: carne di uccelli (pollo, tacchino, anatra), pane, olio di oliva, strutto, aglio e annatto.

## Storia
Secondo la tradizione, questo insaccato è stato creato dai cristãos novos che, segretamente, continuavano a rispettare le regole della loro originale fede religiosa ebraica, che ufficialmente avevano abiurato, in modo da farsi passare per cristiani soddisfatti e integrati. Dato che l'ebraismo proibisce il consumo di carne dei maiale, alcuni di coloro che si erano appena convertiti avrebbero inventato una specie di salame dove la carne di maiale era sostituita da quella di uccelli. Per questo motivo, nelle prime ricette di alheira erano state usate carni alternative al maiale quali appunto il tacchino, il pollo o altre. 
Nella sua regione di origine, al nord del Portogallo (Trás-os-Montes) la alheira è preparata consumata alla griglia su un fuoco basso, accompagnata da patate lesse e un filo d'olio con verdure di stagione. Più a sud,  più frequente trovarla fritta, con patate fritte, uova strapazzate e insalata verde o di pomodori. A volte  anche servita con cime di rapa o rapa. In genere, è una preparazione che si trova comunemente nei menù dei ristoranti di tutto il paese.
La varietà più conosciuta di alheira è quella di Mirandela, nella regione di Trás-os-Montes, frequentemente considerata quella di migliore qualità e addirittura selezionata una delle 7 meraviglie gastronomiche del Portogallo. 
Questa fatto è uno dei tanti la cui origine è dubbiosa, visto che solo recentemente si sono iniziate a produrre le alheira nella zona di Mirandela, e in unità semi-industriali. La cosa è naturale, dato che l'alheira è tipica del clima freddo e della cosiddetta Terra Fria, mentre Mirandela srge in Terra Quente.
Così come il Porto è un vino della valle del Douro e Porto era semplicemente il posto dove la produzione si concentrava e veniva indirizzata verso altri mercati, anche nel caso dell'alheira, a Mirandela arrivavano i prodotti delle regioni più lontane dell'interno e da lì erano commercializzati o trasferiti in treno fino a Porto e poi verso il resto del paese. Le alheiras "genuine" sono sempre arrivate dalle zone settentrionali (Vinhais) e dalle valli mirandesi: differenziandosi per ciò che riguarda il sapore e l'intensità dell'affumicatura a cui erano sottoposte. 
Per tradizione, gli affumicati della zona settentrionale sono più affumicati e contengono più vino e aglio dei prodotti delle zone mirandesi, più soavi e moderati. 
Attualmente, la produzione di alheiras a Mirandela si svolge su scala semi-industriale, mentre chi voglia riprovare il gusto forte delle preparazioni originali dovrà recarsi nei villaggi delle campagne settentrionali o della zona di Miranda. D'altro canto, l'alheira ora non  più un prodotto esclusivo del territorio transmontano, ma si producono in molte regioni portoghesi.

## Alheira de Mirandela (IGP)

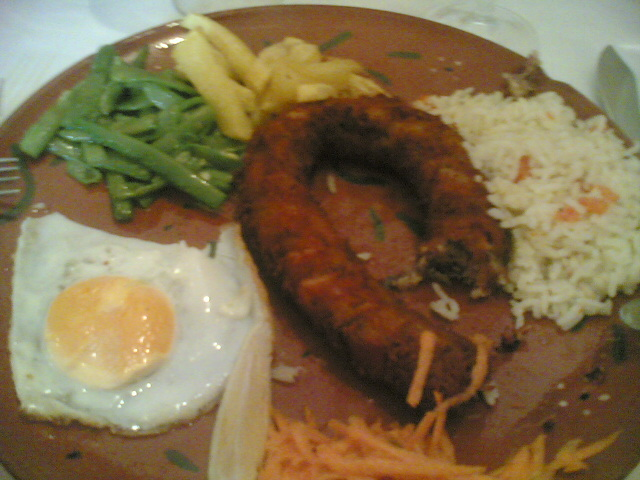
Alheira di Mirandela fritta

Dal 1996, questo insaccato ha ottenuto il riconoscimento come Specialità Tradizionale Garantita (STG).
Il nuovo regolamento è stato appropriato dalla Commissione europea e confermato dal governo portoghese con il provvedimento del Ministero delle Foreste e dello Sviluppo rurale pubblicato il 3 luglio 2013.
A partire dal luglio 2013, la Alheira de Mirandela può essere prodotta solamente nel distretto di origine, un'antica ambizione dei produttori locali, che si è concretizzata con l'attribuzione del riconoscimento come Indicazione Geografica Protetta all'insaccato tradizionale.
L'attribuzione dell'IGP  stata recepita a livello dell'Unione europea nel marzo 2016.
Area geografica
Al di là dell'area circoscritta dove ha luogo la nascita, l'allevamento, l'ingrasso, la macellazione e la preparazione dei suini di razza Bísara e i loro incroci, usati nella produzione dell'Alheira de Mirandela, l'area geografica di trasformazione e affinamento è molto limitata e ridotta all'area del concelho di Mirandela, nel nord-ovest del Portogallo.

## Alheira de Barroso-Montalegre (IGP)
Dal 2007, l'Alheira de Barroso-Montalegre  registrata come IGP (Indicazione Geografica Protetta) nell'Unione europea. La domanda era stata presentata nel 2002.
Area geografica
L'area geografica di produzione e stagionatura  limitata al distretto di Montalegre, mentre la zona di origine della carne e del grasso utilizzati comprende i distretti di Boticas, Chaves e Montalegre, oltre a tutta la provincia di Vila Real.

## Alheira de Vinhais (IGP)
Dal 2008, l'Alheira di Vinhais è registrata come IGP (Indicazione Geografica Protetta) nell'Unione europea. La domanda era stata presentata nel 2005.
Area geografica
Oltre all'area circoscritta dentro cui sono nascono i maiali Bísaros che sono allevati, ingrassati, macellati e sezionati e usati per la produzione dell'alheira di Vinhais, l'area geografica di trasformazione  più limitata ancora e compresa nei distretti di Bragança, Macedo de Cavaleiros, Miranda do Douro e Vinhais, nella provincia di Bragança.